# Взрыв на пороховом заводе «Эластик» (2021)
Взрыв в пороховом цехе произошёл 22 октября 2021 года в пгт Лесной Шиловского района Рязанской области на заводе «Эластик», в цехе частного производителя взрывчатки «Разряд». Погибли 17 человек.

## Расследование
Камеры видеонаблюдения запечатлели момент взрыва в цехе по производству пороха. На кадрах видно, как взрывная волна отбрасывает разгружающих мешки рабочих.
Информация о пожаре в посёлке Лесном Шиловского района поступила в МЧС в 08:22 мск. В 09:31 мск была объявлена ликвидация открытого горения на площади 160 м². В МЧС причиной возгорания назвали нарушение технологического процесса. Следственный комитет возбудил уголовное дело о нарушении требований промышленной безопасности, повлёкшем смерть одного и более человек.
Возбуждено уголовное дело по ч. 3 ст. 217 УК РФ (нарушение требований промышленной безопасности опасных производственных объектов, повлёкшее по неосторожности смерть двух или более лиц). Глава СКР Александр Бастрыкин поручил передать дело для расследования в Главное следственное управление ведомства.
Губернатор Рязанской области Николай Любимов заявил, что семьям погибших при пожаре будет оказана помощь.
Следственный комитет РФ задержал после допроса гендиректора и учредителя компании ООО «Разряд» в рамках уголовного дела о взрыве в пороховом цехе в Рязанской области.